# Enjul de Ace
Enjul de Ace (em armênio: Ընջուղ Ակեացի; romaniz.: Ënjuł Akeats’i) foi um nobre armênio (nacarar) do século V da família de Ace, ativo durante o reinado do xainxá Isdigerdes II (r. 438–457).

## Nome
O antropônimo Enjul derivou do termo ënjuł (ընջուղ), "novilha".

## Contexto

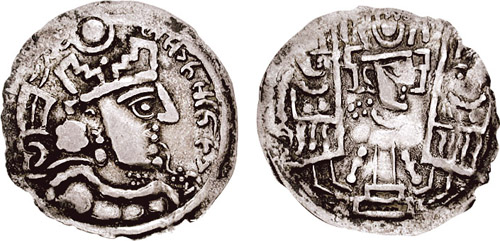
Dracma de r.

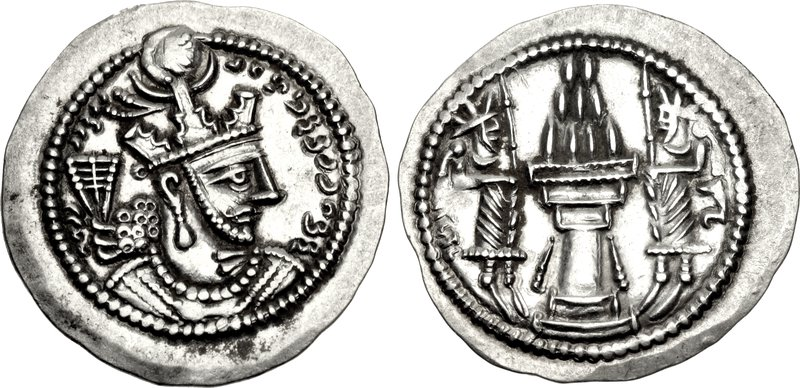
Dracma de r.

Em 428, os nacarares da Armênia peticionaram ao xainxá Vararanes V (r. 420–438) para que destronasse o rei Artaxias IV (r. 422–428) e abolisse a dinastia arsácida. Para governar o país, Vemir-Sapor foi nomeado como marzobã e e Vaanes II foi designado à tenência real. Vemir-Sapor morreu em 442, após uma administração considerada justa e liberal, na qual conseguiu manter a ordem sem ferir o sentimento nacional de frente. Vasaces I substituiu-o como marzobã. Vararanes permitiu a manutenção do cristianismo, enquanto procurava acabar com a influência do Império Bizantino sobre a Igreja da Armênia ao anexá-la à Igreja do Oriente. Contudo, seu filho e sucessor, Isdigerdes II (r. 438–457), era um pietista masdeísta e se comprometeu a impor o masdeísmo na Armênia.

## Vida
A parentela de Enjul é desconhecida, exceto que pertencia à família de Ace. Em 450, quando Vardanes II decidiu rebelar-se contra a autoridade de Isdigerdes II, permaneceu ao lado do pró-iraniano Vasaces I, que opôs-se à rebelião anti-iraniana.